# Udruga općina u Republici Hrvatskoj
Udruga općina u Republici Hrvatskoj neprofitna je, nestranačka i nevladina organizacija koju su osnovale hrvatske općine s ciljem zastupanja vlastitih interesa, razmjene iskustava, promoviranja dobre prakse i suradnje s tijelima lokalne i državne vlasti. Udruga okuplja 294 općine (od ukupno 428) iz svih 20 županija Republike Hrvatske.

## Institucionalna povijest
Udruga općina u Republici Hrvatskoj osnovana je 19. lipnja 2002. godine temeljem odredbi Zakona o udrugama i Zakona o lokalnoj i područnoj (regionalnoj) samoupravi. Hrvatske su općine od 1975. do 1993. bile udružene u Savez gradova i općina SRH, od 1993. – 2002. u Savez gradova i općina RH. Tijekom 2001. i 2002. došlo je do organizacijske disolucije i nastale su tri udruge lokalne samouprave: Udruga općina, Udruga gradova i Zajednica županija. Od 2012. do 2015. postojala je Koordinacija lokalne samouprave (KOLOS) koju su činile Udruga općina i Udruga gradova.
Predsjednici Udruge općina:
- Ivo Emić (2002. – 2007.)
- Ivica Klem (2007. – 2009.)
- Đuro Bukvić (2009. – 2013., 2013. –)

## Tijela upravljanja i aktivnosti Udruge općina
Tijela upravljanja definirana su Statutom Udruge općina:
- skupština (predstavnici članica)
- upravni odbor (20 članova – iz svake županije po jedan)
- predsjedništvo (tri člana)
- predsjednik i dva dopredsjednika
- glavni tajnik

Aktivnosti Udruge općina Republike Hrvatske uključuju: poticanje suradnje i razmjenu iskustva hrvatskih općina; promicanje interesne posebnosti u gospodarskom, kulturnom i drugim područjima života i rada općina; praćenje zakonodavstva koje se odnosi na lokalnu samoupravu; provođenje obuke radi stručnog usavršavanja dužnosnika i zaposlenika u općinskim tijelima; organiziranje skupova i susreta radi razmatranja pitanja od interesa za općine; promicanje i zastupanje interesa općina pred tijelima središnje vlasti i drugim institucijama; pružanje pomoći članicama pri uspostavi i ostvarivanju suradnje s općinama izvan zemlje; suradnju sa srodnim domaćim i međunarodnim organizacijama, te svim institucijama čije djelovanje doprinosi ostvarenju svrhe osnivanja Udruge; redovito informiranje svojih članica te obavljanje nakladničke djelatnosti.

## Lokalna i regionalna (područna) samouprava
Pravo na lokalnu i regionalnu samoupravu zajamčeno je Ustavom Republike Hrvatske. Hrvatski sustav lokalne samouprave temelji se na načelu autonomije vlasti i na načelu supsidijarnosti. Republika Hrvatska ima 21 jedinicu regionalne samouprave koja se sastoji od 20 županija i Grada Zagreba, 128 gradova i 428 općina. Svaka općina, grad i županija ima svoje predstavničko tijelo.  
Hrvatske općine nalaze se u procesu depopulacije i to postaje ozbiljan problem. Samo u posljednjih deset godina izgubile su 80.285 stanovnika.

## Međunarodna suradnja
Suradnja općina, gradova i županija s jedinicama lokalne i regionalne samouprave drugih država regulirana je Zakonom o lokalnoj i područnoj (regionalnoj) samoupravi (čl. 14.,15.,16.,17.). Suradnja općina s odgovarajućim jedinicama lokalne samouprave drugih država uspostavlja se i odvija u okviru njihovog samoupravnog djelokruga, u skladu sa zakonom i međunarodnim ugovorima. Odluku o uspostavljanju međusobne suradnje, odnosno sklapanju sporazuma donosi predstavničko tijelo jedinice lokalne samouprave – vijeće.
Udruga općina u RH ima dva predstavnika u devetočlanom hrvatskom izaslanstvu u Odboru regija EU te jednog predstavnika u petočlanom izaslanstvu u Kongresu regionalnih i lokalnih vlasti Vijeća Europe.
Udruga općina u RH članica je NALAS-a  (engl. Network of Associations of Local Authorities of South East Europe), mreže udruga lokalnih vlasti jugoistočne Europe koja okuplja 16 udruga koje zastupaju otprilike 9000 jedinica lokalne samouprave izravno odabranih od strane više od 80 milijuna građana regije.

## Zanimljivi podatci
Na području općina u Hrvatskoj živi oko 30 posto stanovništva Hrvatske, a prosječni broj stanovnika u hrvatskim općinama je nešto manji od 3 tisuće ljudi.
Najmanja je općina Civljane (239 stanovnika), a najveća Viškovo s 14.445 stanovnika.
Najsjevernija je općina Sveti Martin na Muri, najistočnija Lovas, najjužnija Konavle, a najzapadnija Brtonigla.
Najviša je općina Mrkopalj (1070 m).
Najmanja je općina Dekanovec  (6,1km2).
Najveći broj općina ima Splitsko-dalmatinska županija (39), a najmanji Požeško-slavonska (5).
Najduže naselje je Velika Pisanica u općini Velika Pisanica (13 km).
Načelnici općina su u 93,5% slučajeva muškarci, a žena koje obnašaju dužnost načelnice ima 6,5% odnosno 28.
Općina Hrašćina u Krapinsko-zagorskoj županiji poznata je po padu meteorita 26. svibnja 1751. godine: to je prvi detaljno i službeno dokumentiran pad neke izvanzemaljske materije u svijetu te se smatra početkom znanstvene astronomije u ovom dijelu Europe.

## Vanjske poveznice
- Udruga općina u Republici Hrvatskoj – službene stranice  Arhivirana inačica izvorne stranice od 13. travnja 2015. (Wayback Machine) (hrv.) (engl.)
- Network of Associations of Local Authorities of South-East Europe (engl.)
- Službene stranice Ministarstva uprave RH